# Final de la Copa Mundial de Fútbol de 1998
La final de la Copa Mundial de Fútbol de 1998, la decimosexta edición de la competición cuatrienal de fútbol para las selecciones nacionales masculinas de las asociaciones miembro de la FIFA, se jugó en el Estadio de Francia en París, Francia el 12 de julio de 1998, y la disputaron Brasil y Francia.
El torneo contó con Francia como anfitriona, Brasil como ganador de la Copa Mundial anterior y otros 30 equipos que surgieron de los torneos de clasificación organizados por las seis confederaciones de la FIFA. Los treinta y dos equipos compitieron en una fase de grupos, de la cual dieciséis equipos se clasificaron para la fase eliminatoria. En su camino a la final, Brasil terminó primero en el Grupo A, con dos victorias y una derrota, tras lo cual venció a Chile en octavos de final, a Dinamarca en cuartos de final y a Holanda en la tanda de penaltis en semifinales. El equipo anfitrión terminó primera del Grupo C con tres victorias, antes de derrotar a Paraguay en octavos de final, Italia en cuartos de final y Croacia en semifinales. La final se disputó ante 75 000 aficionados, de los que se estima que mil trescientos millones la vieron por televisión, y fue arbitrada por Said Belqola de Marruecos.
Antes del partido, se especuló en torno al estado físico del delantero Ronaldo, quien inicialmente quedó fuera de la alineación titular de Brasil, pero fue reintegrado al equipo antes del inicio. Francia tomó la delantera poco antes de la media hora, cuando Zinedine Zidane superó a Leonardo para conectar con un cabezazo en un córner desde la derecha lanzado por Emmanuel Petit. Zidane volvió a marcar, con otro cabezazo en un córner, poco antes del descanso para darle a Francia una ventaja de 2-0. Luego, Petit añadió un tercer gol en el tiempo de descuento de la segunda mitad, golpeando el balón raso en la red tras un pase de Patrick Vieira, para completar la victoria de Francia por 3-0.
Francia logró su primer título de la Copa del Mundo y se convirtió en la séptima nación diferente en ganar el torneo. Zidane fue nombrado mejor jugador del partido, mientras que Ronaldo recibió el Balón de Oro como jugador destacado del torneo de la FIFA. Tras la victoria, cientos de miles de seguidores franceses celebraron en París durante toda la noche, antes de reunirse a lo largo de los Campos Elíseos al día siguiente para un recorrido en autobús descapotable por parte de los jugadores franceses. Francia siguió su victoria ganando su siguiente gran torneo, la UEFA Euro 2000. La aptitud de Ronaldo para el partido y su omisión inicial y posterior reincorporación en la plantilla de Brasil se convirtieron en un tema de interés periodístico continuo después del partido, y el análisis continúa más de veinte años después.

## Contexto

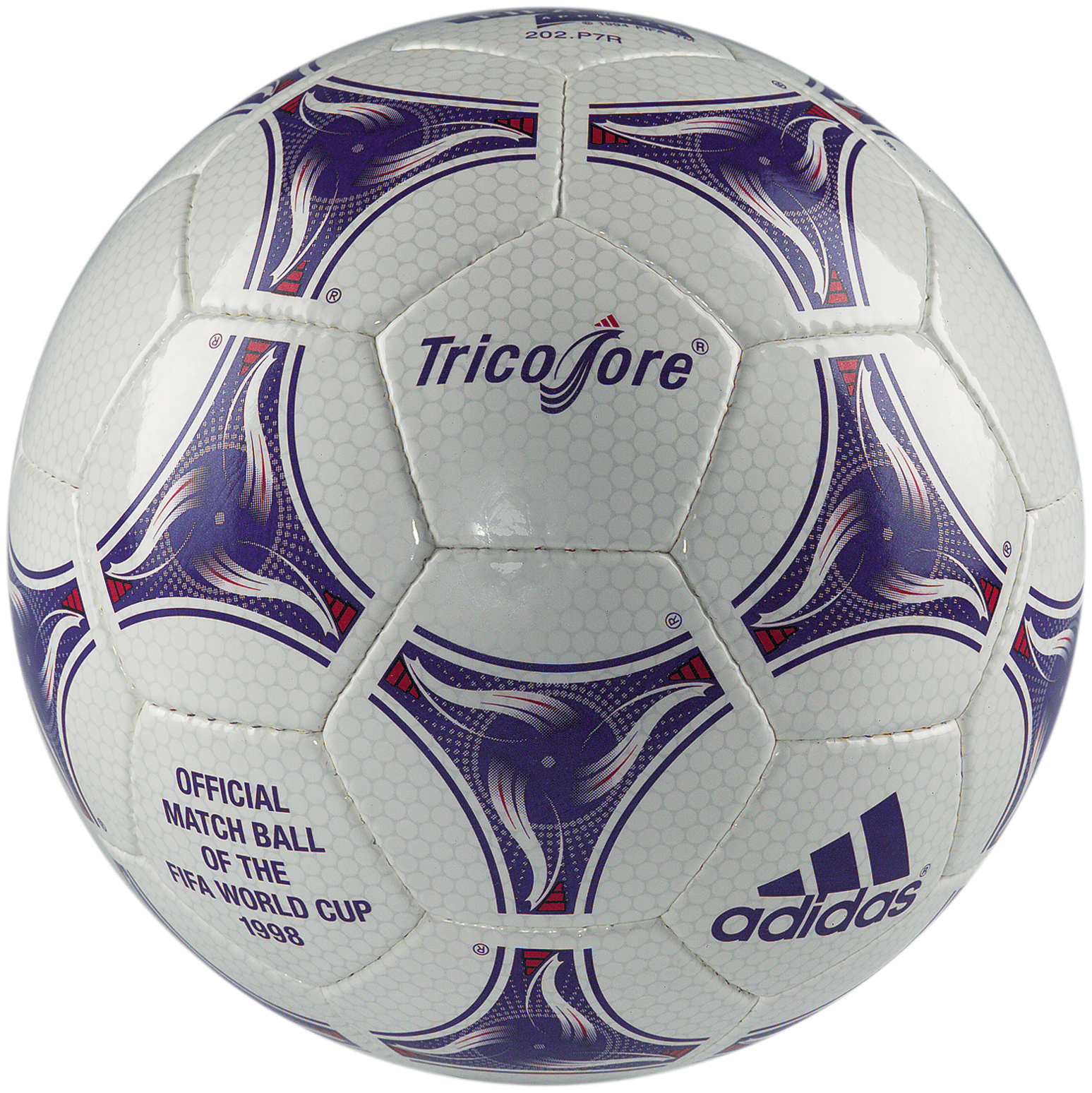
Un modelo de la pelota Adidas Tricolore usada en el partido

La Copa Mundial de la FIFA de 1998 fue la decimosexta edición de la Copa del Mundo, la competición de fútbol de la FIFA para selecciones nacionales masculina que se disputó en Francia entre el 10 de junio y el 12 de julio de 1998. El certamen contó con treinta y dos equipos por primera vez, frente a los veinticuatro del Mundial de 1994. Tanto Francia como Brasil se clasificaron automáticamente para la fase final: Francia como anfitriona del torneo y Brasil porque ganó el torneo en 1994. Los treinta puestos restantes se decidieron mediante rondas de clasificación celebradas entre marzo de 1996 y noviembre de 1997, organizadas por las seis confederaciones de la FIFA y en las que participaron ciento sesenta y ocho países. En la fase final los equipos se dividieron en ocho grupos de cuatro y cada cual se enfrentó una vez en un formato de todos contra todos. Los dos mejores equipos de cada grupo avanzaron a una fase eliminatoria. El partido se jugó en el Estadio de Francia, en el suburbio de Saint-Denis, en el norte de París, un estadio con capacidad para ochenta mil personas que fue construido específicamente para la Copa Mundial de la FIFA de 1998 porque anteriormente no existían sedes lo suficientemente grandes para albergar la final.
Brasil ganó la Copa del Mundo anterior en Estados Unidos en 1994, al derrotar a Italia en la tanda de penaltis después de que la final terminara 0-0 tras la prórroga, en lo que fue la primera final sin goles. Comenzaron el torneo de 1998 como favoritos con Mário Zagallo, su entrenador, quien había participado en las cuatro victorias brasileñas anteriores: como jugador en 1958 y 1962, como entrenador en 1970 y asistente del entrenador en 1994. Francia no accedió al torneo de 1994 porque fue eliminada en su grupo de clasificación, al terminar detrás de Selección de fútbol de Suecia y Bulgaria. Sin embargo, a continuación llegaron a las semifinales de la Eurocopa de 1996, en la que fueron derrotados en la tanda de penaltis por la República Checa. El mediocampista francés Zinedine Zidane quedó empatado en el tercer lugar en el concurso de Jugador Mundial del Año de la FIFA 1997 y el ex delantero brasileño Pelé lo etiquetó como «uno de los jugadores a seguir» en la Copa Mundial de 1998. Antes del torneo, Aimé Jacquet, director técnico de Francia, dijo a los periodistas que su equipo estaba «aquí para ganar la Copa del Mundo, nada menos». Los dos equipos se habían enfrentado dos veces anteriormente en la Copa del Mundo: en la semifinal del torneo de 1958, que Brasil ganó 5-2, y en los cuartos de final de 1986, cuando Francia ganó en la tanda de penaltis después de que el partido terminara 1-1 después de la prórroga. Su encuentro más reciente había ocurrido en el Torneo de Francia de 1997, en un partido que terminó 1-1.
El balón de partido utilizado en el torneo fue el Adidas Tricolore, que la compañía fabricó específicamente para la Copa del Mundo. La bandera tricolor y el gallo galo, símbolos tradicionales de Francia, se utilizaron como inspiración para el diseño. El equipo de diseño de Adidas había propuesto más de 20 borradores antes de que se aprobara la versión definitiva.

## Camino a la final

### Brasil
|    | Rival        | Resultado         |
| -- | ------------ | ----------------- |
| 1  | Escocia      | 2-1               |
| 2  | Marruecos    | 3-0               |
| 3  | Noruega      | 1-2               |
| 8F | Chile        | 4-1               |
| 4F | Dinamarca    | 3-2               |
| SF | Países Bajos | 1-1 (4-2 penales) |

Brasil estuvo en el Grupo A del Mundial, en el que se le unieron Marruecos, Noruega y Escocia. Su primer partido fue el inaugural del torneo en el Estadio de Francia, el 10 de junio contra Escocia.  La selección verdeamarela tomó la delantera a los cuatro minutos cuando César Sampaio recibió el balón en el área penal de un córner cobrado por Bebeto y cabeceó fuera del alcance de Jim Leighton en el arco rival. El equipo rival empató mediante un penal marcado por John Collins, después de que a Kevin Gallacher le cometieran una falta en el área. Brasil tomó ventaja nuevamente en la segunda mitad cuando Leighton detuvo una volea de Cafu, pero rebotó en el escocés Tom Boyd para un gol en propia meta. Escocia apeló un segundo penal en el último minuto, alegando que Dunga había tocado el balón, pero no se concedió y el partido terminó 2-1 en favor del rival. Su segundo partido fue contra Marruecos, el 16 de junio en el Stade de la Beaujoire de Nantes. Ronaldo le dio a Brasil la ventaja con su primer gol en la Copa del Mundo a los nueve minutos de juego, y Rivaldo y Bebeto también anotaron para darle a Brasil una victoria por 3-0. Brasil ya estaba confirmado como ganador del grupo antes del tercer partido, contra Noruega, pero Zagallo eligió a la mayor parte de su equipo titular, dejando fuera sólo a Aldair, que había recibido una tarjeta amarilla contra Escocia y corría el riesgo de ser suspendido si recibía otra. y a Sampaio, quien ya estaba suspendido. Bebeto abrió el marcador en el minuto setenta y siete poniendo en ventaja a su equipo. Noruega respondió con dos goles en los últimos diez minutos: Tore André Flo anotó el empate y luego ganó un penalti cuando Gonçalves le cometió una falta. Kjetil Rekdal anotó de penalti para darle al equipo europeo la victoria por 2-1.
Los oponentes de Brasil en octavos de final fueron Chile y el partido se jugó el 27 de junio en el Parque de los Príncipes de París. Brasil se adelantó en el minuto once cuando un tiro libre de Dunga fue recibido por Sampaio, quien se desmarcó y cabeceó el balón superando al portero Nelson Tapia.  Sampaio duplicó la ventaja de Brasil en el minuto veintisiete cuando disparó al ángulo de la red tras un tiro libre de larga distancia de Roberto Carlos. Ronaldo añadió un tercero de penalti en el tiempo de descuento de la primera parte, después de que Tapia le cometiera una falta. Marcelo Salas anotó un gol para Chile en la segunda mitad, pero Ronaldo volvió a anotar para sellar la victoria brasileña por 4-1. En cuartos de final jugaron contra Dinamarca en el Stade de la Beaujoire el 3 de julio. Dinamarca marcó el primer gol a los dos minutos de partido a través de Martin Jørgensen, y Bebeto empató ocho minutos después. Luego, Brasil se adelantó con un gol de Rivaldo en el minuto veintisiete, completando una jugada entre Dunga y Ronaldo. Brian Laudrup empató el marcador a los cinco minutos del segundo tiempo, pero Rivaldo volvió a anotar treinta minutos antes del final para sellar la victoria de Brasil por 3-2. La semifinal fue contra Países Bajos en el Stade Vélodrome de Marsella. Ronaldo le dio a su selección la ventaja poco después del descanso, pero Patrick Kluivert empató para Países Bajos tres minutos antes del final. El partido llegó a la prórroga, con la regla del gol de oro en vigor. Sin embargo, no hubo más goles y el partido se resolvió en la tanda de penaltis. Los dos equipos ejecutaron sus tiros alternativamente y Brasil pateó primero y se anotaron los primeros cinco penales, lo que le dio una ventaja de 3-2. Cláudio Taffarel luego detuvo los penales de Phillip Cocu y Ronald de Boer, y Dunga anotó nuevamente, lo que significó que su equipo ganó la tanda de penales 4-2 y avanzó a la final.

### Francia
|    | Rival          | Resultado         |
| -- | -------------- | ----------------- |
| 1  | Sudáfrica      | 3-0               |
| 2  | Arabia Saudita | 4-0               |
| 3  | Dinamarca      | 2-1               |
| 8F | Paraguay       | 1-0 (t.s.)        |
| 4F | Italia         | 0-0 (4-3 penales) |
| SF | Croacia        | 2-1               |

Francia quedó encuadrada en el Grupo C de la fase final, junto a Dinamarca, Arabia Saudita y Sudáfrica. Comenzó su campaña el 12 de junio contra Sudáfrica, debutante en la Copa del Mundo, en el Stade Vélodrome. En un partido que Richard Williams de The Guardian dijo que «dominaron en todo momento», Francia ganó 3-0 con un gol en la primera mitad de Christophe Dugarry, un gol en propia puerta del sudafricano Pierre Issa en el minuto setenta y siete, y un gol de último minuto de Thierry Henry. Su segundo partido fue contra Arabia Saudita en el Estadio de Francia el 18 de junio. Henry le dio a Francia la ventaja en la primera mitad, anotando con un centro de Bixente Lizarazu, antes de que Francia marcara tres goles en los últimos quince minutos a través de David Trezeguet, Henry nuevamente y Lizarazu para completar una victoria por 4-0. Ambos equipos tuvieron un jugador expulsado: Mohammed Al-Khilaiwi en el minuto dieciocho para Arabia Saudita y Zidane para Francia en el minuto setenta, por un pisotón a Fuad Anwar. Zidane fue suspendido para los dos partidos siguientes. Con el pase a octavos de final asegurado, Jacquet realizó ocho cambios en su equipo para el último partido contra Dinamarca en el Stade Gerland de Lyon el 24 de junio. Francia se adelantó en el minuto trece cuando Youri Djorkaeff convirtió un penalti después de que Jes Høgh cometiera una falta sobre Trezeguet. Dinamarca luego ganó un penalti poco antes del descanso por una falta de Vincent Candela sobre Jørgensen que fue anotado por Michael Laudrup. En la segunda mitad, Emmanuel Petit marcó con un tiro raso en la esquina de la portería danesa para sellar la victoria por 2-1 y el primer lugar del grupo.
El rival de Francia en octavos de final fue Paraguay, en el Stade Félix-Bollaert de Lens el 28 de junio. En un partido calificado de «tremendamente aburrido» por Williams, en el que Francia fue descrita como «extraordinariamente inepta», no hubo goles durante los noventa minutos del tiempo reglamentario y el primer tiempo de la prórroga. Con seis minutos restantes, Francia rompió el punto muerto: Laurent Blanc anotó el primer gol de oro de la Copa Mundial de la FIFA para sellar una victoria por 1-0 y un lugar en los cuartos de final. Allí se enfrentaron a Italia, finalista de la edición anterior, en el Estadio de Francia el 3 de julio. No hubo goles durante el tiempo reglamentario ni gol de oro, por lo que el partido se decidió en la tanda de penales. Cuando Francia ejecutó el primer penal, ambos equipos marcaron el primer gol, antes de que los porteros Gianluca Pagliuca y Fabien Barthez detuvieran un penalti cada uno, de Lizarazu y Demetrio Albertini respectivamente. Los cinco siguientes fueron anotados para dejar a Francia 4-3 adelante con un penalti italiano restante. Luigi Di Biagio golpeó el travesaño con su patada y Francia avanzó a las semifinales con una victoria por 4-3 en los penaltis. Regresaron al Estadio de Francia el 8 de julio para disputar una semifinal contra Croacia. Después de una primera mitad sin goles, hubo dos goles seguidos poco después del descanso: Davor Šuker dio la ventaja a Croacia antes de que Lilian Thuram empatara para Francia. Luego, Thuram le dio a Francia la ventaja en el minuto setenta y, a pesar de que Blanc fue expulsado cinco minutos después por conducta violenta hacia Slaven Bilić, Francia aguantó para ganar 2-1 y un lugar en la final. La tarjeta roja de Blanc fue la única que recibió en toda su carrera y le supuso su suspensión para la final. La reacción de Bilić dio a entender que Blanc lo había golpeado en la cabeza durante el incidente, pero las repeticiones de video mostraron que el impacto había sido en su pecho o barbilla, y el episodio a menudo se cita como uno de los más controvertidos en la historia de la competencia.

## Previo al partido
Brasil era el favorito para los corredores de apuestas antes del partido, con probabilidades de 4-6 para que ganaran el torneo, en comparación con 6-5 para Francia.

### Árbitros
Said Belqola de Marruecos fue seleccionado para arbitrar la final. Era un árbitro aficionado que había trabajado como funcionario de aduanas y había comenzado a dirigir en 1983, antes de ser seleccionado para hacerlo en partidos internacionales en 1993. Antes de la Copa del Mundo de 1998, había arbitrado dos partidos cada uno en la Copa Africana de Naciones de 1996 y 1998, incluida la final de este último torneo, entre Sudáfrica y Egipto. En el Mundial de 1998 había arbitrado los partidos de la fase de grupos entre Argentina y Croacia y entre Alemania y Estados Unidos.Los árbitros asistentes fueron Mark Warren de Inglaterra y Achmat Salie de Sudáfrica, mientras que Abdul Rahman Al-Zaid de Arabia Saudita fue el cuarto árbitro.

### Selección del equipo
En lo que más tarde fue descrito por los redactores de BBC Sport como el «gran misterio de la final de la Copa del Mundo», Ronaldo fue omitido de la planilla oficial que Zagallo presentó a la FIFA a las 7:48 p. m. hora local (5:48 p. m. UTC), setenta y dos minutos antes del inicio, con Edmundo nombrado en su lugar. Los periodistas de la BBC y otros medios recibieron la noticia poco después de las 20:00 horas y, como no esperaban este desarrollo, el comentaristas John Motson describió escenas de «violencia y caos absoluto» en el cuadro de comentarios. Sin embargo, a las 8:18 p. m., Brasil presentó una hoja de equipo modificada con el nombre de Ronaldo restablecido. Varios años después se reveló que el delantero había sufrido un ataque convulsivo la tarde de la final, que lo llevó a perder el conocimiento y pasar tres horas en el hospital, pero que poco antes del comienzo manifestó que quería jugar el partido.
Con la excepción de Cafú, quien había sido suspendido para la semifinal y en esta ocasión regresó a la alineación titular en lugar de Zé Carlos, Brasil presentó un equipo sin cambios, con Edmundo en el banco de suplentes. Blanc fue suspendido después de su tarjeta roja en la semifinal y su lugar en el equipo francés fue tomado por Frank Leboeuf. El resto del equipo galo no tuvo cambios.

## El partido

### Primer tiempo
Francia comenzó el partido a las 21:00 horas (hora local), frente a una asistencia de 75 000 personas y una audiencia televisiva mundial estimada de mil setecientos millones. El clima en el aeropuerto Charles de Gaulle, a diecisiete kilómetros del estadio, se registró como bueno al momento del saque inicial, con una temperatura de 23 °C y 50 % de humedad. El equipo local tuvo la oportunidad de anotar en el primer minuto, cuando el balón pasó hacia Stéphane Guivarc'h, quien intentó una chilena que pasó por encima del travesaño y aterrizó en la parte superior de la red brasileña. El mismo delantero tuvo otra oportunidad tres minutos después, cuando recibió un pase de Zidane al borde del área y se encontró mano a mano con Taffarel, pero su disparo bajo la marca de Júnior Baiano fue detenido por el portero. A los cinco minutos, Rivaldo envió un centro largo al ángulo más alejado del área, hacia Leonardo, que no pudo alcanzar; el balón salió para saque de meta. Francia ganó un tiro libre un minuto después cuando Cafú cometió una falta sobre Lizarazu, que Zidane metió en el área penal. Llegó a Djorkaeff, que no estaba marcado; intentó marcar con un cabezazo, pero se fue alto y desviado de la portería. En el minuto diecisiete, Djorkaeff disparó desde lejos desde la derecha, pero se fue desviado del arco brasileño. Cinco minutos después, Ronaldo recibió el balón cerca de la línea de banda y empezó a correr hacia la meta; desde el borde izquierdo del área penal lo pasó a su derecha. Barthez casi mete un autogol, pero pudo atraparlo antes de que cruzara la línea. Brasil ganó un córner en el minuto veintitrés, que fue aprovechado por Leonardo dentro del área. Sampaio dirigió un potente cabezazo hacia la portería, pero se dirigió directamente a Barthez, quien lo detuvo.
Zidane le dio a Francia la ventaja poco antes de la media hora, superando a Leonardo para conectar con un cabezazo desde un córner desde la derecha lanzado por Petit. Cuatro minutos más tarde, Ronaldo recibió la pelota tras un pase largo de Dunga, pero Barthez despejó su disparo. Ronaldo y Barthez chocaron durante el incidente; ambos necesitaron ayuda médica, pero pudieron continuar el juego. Baiano recibió la primera tarjeta amarilla del partido en el minuto treinta y tres por una falta sobre Djorkaeff. El capitán francés Didier Deschamps recibió una amonestación cuatro minutos más tarde por una simulación sobre Rivaldo. En el minuto cuarenta y uno, Petit tuvo la oportunidad de marcar desde el minuto once cuando un pase adelantado de Christian Karembeu le rebotó en el espacio tras golpear la parte posterior de los pies de Baiano. Baiano se recuperó, sin embargo, para desviar el disparo del francés fuera del poste. Poco antes del descuento de la primera parte, Thuram envió el balón desde lo más profundo de su campo, pero los defensores brasileños no lo alcanzaron y llegó a Guivarc'h, mano a mano con Taffarel. Sin embargo, el portero bloqueó su disparo a córner. Francia ganó otro tiro de esquina un minuto después, que Djorkaeff tomó por la izquierda hacia el área de penalti, donde Zidane una vez más cabeceó el balón hacia la portería, a través de las piernas de Roberto Carlos, para darle a Francia una ventaja de 2-0 en el descanso.

### Segundo tiempo
La segunda mitad comenzó con una sustitución de Brasil cuando Denílson reemplazó a Leonardo. Marcel Desailly recibió una tarjeta amarilla en el minuto cuarenta y nueve por disidencia, después de que el árbitro lo hubiera penalizado por una falta sobre Cafú. A los cincuenta y un minutos, Bebeto cobró un tiro de esquina del lado derecho que llegó a Denílson, quien se cayó cuando su intento de disparo se fue desviado, mientras Deschamps también disputaba el balón. Los jugadores de Brasil pidieron una penalización, pero Belqola no la otorgó. Un minuto después, Dunga tuvo un disparo desde fuera del área de penalti que no tuvo éxito. A Karembeu se le mostró una tarjeta amarilla en cincuenta y cinco minutos por una falta por detrás en Cafú. Rivaldo ejecutó el tiro libre resultante con destino en Roberto Carlos, quien corrió hacia el borde izquierdo del área de penalti antes de realizar un centro, que llegó a Ronaldo. El delantero disparó desde corta distancia, pero Barthez salvó. En el minuto cincuenta y siete, Francia hizo un cambio: Alain Boghossian entró en lugar de Karembeu. Tres minutos después, Roberto Carlos lanzó un saque de banda por el lado izquierdo, que Barthez no pudo atrapar cerca del borde de su área de penalización, permitiendo que Bebeto consiguiera tirar a puerta, pero Desailly lo bloqueó.
A los sesenta y tres minutos, Guivarc'h quedó cara a cara con Taffarel después de lo que los comentaristas de la FIFA describieron como un «error» por parte de la defensa brasileña, pero disparó su remate por arriba del arco. Tres minutos después, Guivarc'h fue sustituido por Dugarry. En sesenta y ocho minutos, Desailly le hizo una barrida a Cafú que el árbitro sancionó. Belqola le mostró un segundo cartón amarillo, por lo cual Francia tuvo que jugar los últimos veinte minutos con diez futbolistas. Desailly se convirtió de este modo en el tercer jugador en irse expulsado en una final de la Copa Mundial, después de los argentinos Pedro Monzón y Gustavo Dezotti contra Alemania Occidental en 1990.
Después de 74 minutos, Edmundo entró en el campo en lugar de César Sampaio. Un minuto después, Francia hizo un cambio defensivo y puso a Patrick Vieira en lugar de Djorkaeff. En el minuto 82, Dugarry se enfrentó al arco mano a mano con Taffarel, pero su disparo se fue desviado. Brasil tuvo la oportunidad de anotar en el tiempo de descuento de la segunda mitad cuando el remate de Denílson golpeó el larguero. Dos minutos después, los franceses crearon una última oportunidad en el contraataque cuando Dugarry despejó el tiro de esquina de Denílson y encontró a Vieira abierto por la izquierda. Luego, este último le dio a su compañero de equipo del Arsenal, Petit, un pase en profundidad de primer toque, y éste remató bajo a la izquierda de Taffarel. El gol de Petit fue el número 1000 en la historia de la selección nacional de Francia y fue el remate final del juego, sellando una victoria por 3-0.

### Estadísticas y tablas
| Bandera de Brasil | vs. | Bandera de Francia |
| Brasil 0          | vs. | Francia 3          |
| ----------------- | --- | ------------------ |

| Equipo    | Pts | PJ | PG | PE | PP | GF | GC | Dif |
| --------- | --- | -- | -- | -- | -- | -- | -- | --- |
| Brasil    | 6   | 3  | 2  | 0  | 1  | 6  | 3  | 3   |
| Noruega   | 5   | 3  | 1  | 2  | 0  | 5  | 4  | 1   |
| Marruecos | 4   | 3  | 1  | 1  | 1  | 5  | 5  | 0   |
| Escocia   | 1   | 3  | 0  | 1  | 2  | 2  | 6  | -4  |

| Equipo         | Pts | PJ | PG | PE | PP | GF | GC | Dif |
| -------------- | --- | -- | -- | -- | -- | -- | -- | --- |
| Francia        | 9   | 3  | 3  | 0  | 0  | 9  | 1  | 8   |
| Dinamarca      | 4   | 3  | 1  | 1  | 1  | 3  | 3  | 0   |
| Sudáfrica      | 2   | 3  | 0  | 2  | 1  | 3  | 6  | -3  |
| Arabia Saudita | 1   | 3  | 0  | 1  | 2  | 2  | 7  | -5  |

#### Ficha del partido
| 1          | POR        | Cláudio Taffarel |     |
| 2          | DEF        | Cafú             |     |
| 3          | DEF        | Aldair           |     |
| 4          | DEF        | Junior Baiano    |     |
| 6          | DEF        | Roberto Carlos   |     |
| 5          | MED        | César Sampaio    | 73' |
| 8          | MED        | Dunga            |     |
| 10         | MED        | Rivaldo          |     |
| 18         | MED        | Leonardo         | 46' |
| 20         | DEL        | Bebeto           |     |
| 9          | DEL        | Ronaldo          |     |
| Entrenador | Entrenador | Mário Zagallo    |     |

| 16         | POR        | Fabien Barthez     |     |
| 15         | DEF        | Lilian Thuram      |     |
| 8          | DEF        | Marcel Desailly    |     |
| 18         | DEF        | Frank Leboeuf      |     |
| 3          | DEF        | Bixente Lizarazu   |     |
| 7          | MED        | Didier Deschamps   |     |
| 19         | MED        | Christian Karembeu | 57' |
| 17         | MED        | Emmanuel Petit     |     |
| 10         | MED        | Zinedine Zidane    |     |
| 6          | DEL        | Youri Djorkaeff    | 74' |
| 9          | DEL        | Stéphane Guivarc'h | 66' |
| Entrenador | Entrenador | Aimé Jacquet       |     |

| 19 | MED | Denílson | 46' |
| 21 | DEL | Edmundo  | 73' |

| 14 | MED | Alain Boghossian   | 57' |
| 21 | DEL | Christophe Dugarry | 66' |
| 4  | MED | Patrick Vieira     | 74' |

| Anotado | 27'   | Zinedine Zidane | 0–1 |
| Anotado | 45+1' | Zinedine Zidane | 0–2 |
| Anotado | 90+3' | Emmanuel Petit  | 0–3 |

| Amonestado | 33' | Junior Baiano |

| Amonestado                               | 39' | Deschamps |
| Amonestado                               | 48' | Desailly  |
| Amonestado                               | 56' | Karembeu  |
| Otorgado · Otorgado otra vez · Expulsado | 68' | Desailly  |

| Árbitro             | Said Belqola   |
| Árbitros asistentes | Mark Warren    |
| Árbitros asistentes | Achmat Salie   |
| Cuarto árbitro      | Rahman Al Zaid |

| 1          | POR        | Cláudio Taffarel |     |
| 2          | DEF        | Cafú             |     |
| 3          | DEF        | Aldair           |     |
| 4          | DEF        | Junior Baiano    |     |
| 6          | DEF        | Roberto Carlos   |     |
| 5          | MED        | César Sampaio    | 73' |
| 8          | MED        | Dunga            |     |
| 10         | MED        | Rivaldo          |     |
| 18         | MED        | Leonardo         | 46' |
| 20         | DEL        | Bebeto           |     |
| 9          | DEL        | Ronaldo          |     |
| Entrenador | Entrenador | Mário Zagallo    |     |

| 16         | POR        | Fabien Barthez     |     |
| 15         | DEF        | Lilian Thuram      |     |
| 8          | DEF        | Marcel Desailly    |     |
| 18         | DEF        | Frank Leboeuf      |     |
| 3          | DEF        | Bixente Lizarazu   |     |
| 7          | MED        | Didier Deschamps   |     |
| 19         | MED        | Christian Karembeu | 57' |
| 17         | MED        | Emmanuel Petit     |     |
| 10         | MED        | Zinedine Zidane    |     |
| 6          | DEL        | Youri Djorkaeff    | 74' |
| 9          | DEL        | Stéphane Guivarc'h | 66' |
| Entrenador | Entrenador | Aimé Jacquet       |     |

| 19 | MED | Denílson | 46' |
| 21 | DEL | Edmundo  | 73' |

| 14 | MED | Alain Boghossian   | 57' |
| 21 | DEL | Christophe Dugarry | 66' |
| 4  | MED | Patrick Vieira     | 74' |

| Anotado | 27'   | Zinedine Zidane | 0–1 |
| Anotado | 45+1' | Zinedine Zidane | 0–2 |
| Anotado | 90+3' | Emmanuel Petit  | 0–3 |

| Amonestado | 33' | Junior Baiano |

| Amonestado                               | 39' | Deschamps |
| Amonestado                               | 48' | Desailly  |
| Amonestado                               | 56' | Karembeu  |
| Otorgado · Otorgado otra vez · Expulsado | 68' | Desailly  |

| Árbitro             | Said Belqola   |
| Árbitros asistentes | Mark Warren    |
| Árbitros asistentes | Achmat Salie   |
| Cuarto árbitro      | Rahman Al Zaid |

### Estadísticas
| Geral                  | Brasil | Francia |
| ---------------------- | ------ | ------- |
| Goles                  | 0      | 3       |
| Posesión del balón     | 61 %   | 39 %    |
| Remates                | 11     | 16      |
| Remates en la Portería | 4      | 5       |
| Córneres               | 9      | 3       |
| Fueras de juego        | 5      | 3       |
| Faltas cometidas       | 11     | 14      |

|                             |
| Bandera de Francia          |
| Campeón Francia 1.er título |

## Post-partido

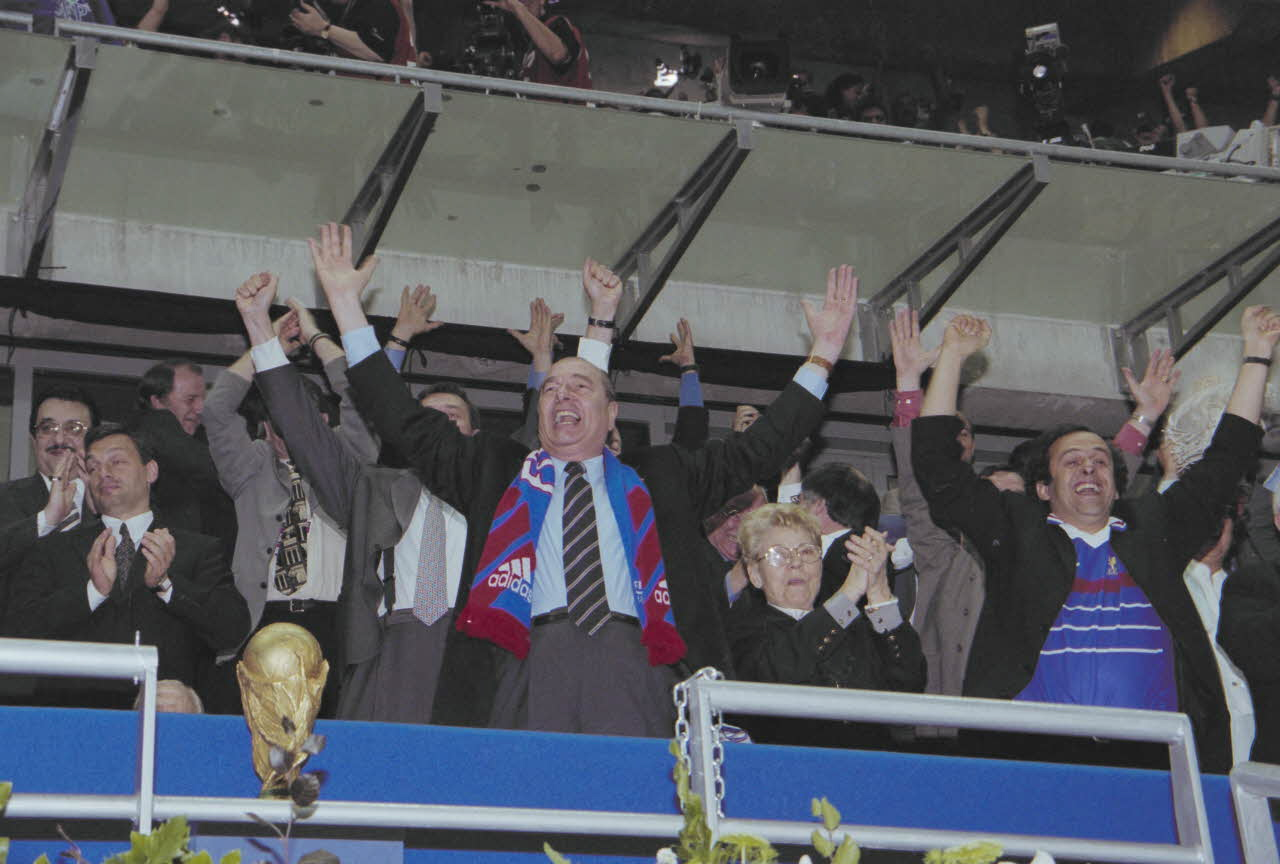
El entonces presidente Jacques Chirac (izquierda) y el copresidente del Comité Organizador del Mundial Michel Platini (derecha) festejando junto a otros invitados en el palco oficial.

Francia obtuvo su primer título de la Copa del Mundo, convirtiéndose en el séptimo de ocho países diferentes (a partir de 2010) en ganar el torneo. También se convirtió en el sexto equipo en ganar la competición como anfitrión y el primero desde Argentina en 1978. Era apenas la segunda vez que Brasil perdía una final de la Copa del Mundo, siendo la primera su derrota por 2-1 ante Uruguay en el Estadio Maracaná. en Río de Janeiro en el partido final de 1950 conocido como Maracanazo (de manera similar, esto marcó la primera derrota de Brasil en una final de la Copa del Mundo en formato eliminatorio). El marcador de 3-0 fue también la mayor derrota de Brasil en la Copa del Mundo hasta su derrota por 7-1 ante Alemania en la semifinal de la Copa del Mundo de 2014 en el Mineirão de Belo Horizonte.
El presidente francés, Jacques Chirac, el presidente del Comité Olímpico Internacional, Juan Antonio Samaranch, el recién elegido presidente de la FIFA, Sepp Blatter, y su predecesor saliente, João Havelange, el presidente de la UEFA, Lennart Johansson, y el copresidente del comité organizador local, Michel Platini, estuvieron entre los presentes durante la entrega de premios. El presidente Chirac entregó el trofeo al capitán francés Deschamps.
Millones de seguidores franceses celebraron la victoria de su equipo en París durante toda la noche, y se estima que 1,5 millones solo en los Campos Elíseos mientras los nombres y rostros de los jugadores, junto con mensajes de celebración, se proyectaban en el Arco de Triunfo. Se informó que tales escenas no se habían visto allí desde la liberación de París de la ocupación alemana nazi a finales de agosto de 1944 durante la Segunda Guerra Mundial, incluido el desfile de Charles de Gaulle por la misma avenida el 26 de agosto.
Al día siguiente, los Campos Elíseos también se llenaron de aficionados mientras los jugadores franceses hacían un recorrido en autobús descapotable por la avenida. Las celebraciones continuaron hasta el martes, feriado nacional del Día de la Bastilla en Francia, con Chirac invitando al equipo a una fiesta en el jardín del Palacio del Eliseo después del desfile militar por el día patrio y elogiando la solidaridad de la nación durante un discurso allí. El día después de la final, L'Équipe encabezó su portada con el titular Pour L'Éternité (Por la eternidad), y la edición del 13 de julio se convirtió y sigue siendo la edición más vendida en la historia del periódico con más de 1.6 millones de ejemplares vendidos.
La aptitud de Ronaldo para el partido y su omisión inicial y posterior reincorporación en la plantilla de Brasil se convirtieron en un tema de interés periodístico continuo después del partido, y el análisis siguió más de 20 años después. Surgieron varias teorías de conspiración sobre el incidente, incluida una acusación del delantero Edmundo (que iba a jugar en su lugar) de que el patrocinador del equipo brasileño, Nike, había presionado a Zagallo para reintegrar al jugador. El entrenador también dijo que la decisión era suya y del jugador, diciendo que «si hubiera habido injerencias, habría dimitido». El político Aldo Rebelo inició una investigación gubernamental sobre la participación de Nike en Brasil y entrevistó a numerosos jugadores, funcionarios y médicos del equipo, pero exculpó a la empresa de indumentaria deportiva de cualquier irregularidad. Otra teoría, promulgada en el periódico brasileño Folha de S.Paulo, fue que Ronaldo sufrió un ataque de nervios durante el torneo, y algunos jugadores también dijeron que el médico del equipo Lidio Toledo había llorado por el estado del delantero cuando lo encontró en el vestuario. Sin embargo, Toledo no lo descartó como no apto y luego dijo: «Imagínese si no lo dejara jugar y Brasil perdiera, en ese momento tendría que irme a vivir al Polo Norte».
Francia siguió su victoria clasificándose y ganando la Eurocopa 2000 celebrada en los Países Bajos y Bélgica. Brasil ganó la Copa América en 1999 y luego ganó la siguiente Copa del Mundo en Japón y Corea del Sur en 2002. Francia fue eliminada en la fase de grupos del torneo de 2002, convirtiéndose en el primer campeón del mundo en ser eliminado sin llegar a la fase eliminatoria desde Brasil en 1966. Regresó a la final en 2006, perdió ante Italia y se clasificó subcampeón. Fue eliminada en fase de grupos nuevamente en 2010, antes de ganar su segundo Mundial en 2018 con Deschamps como entrenador.

## Vídeo
- Brasil v Francia – Final de la Copa Mundial de fútbol 1998 FIFA - Vídeo completo (Vídeo de YouTube). FIFA. 20 de abril de 2018. Consultado el 24 de septiembre de 2024.